# Andy Thorn
Andy Thorn (ur. 12 listopada 1966) – angielski piłkarz, który występował na pozycji obrońcy.